# Spinka miodowa

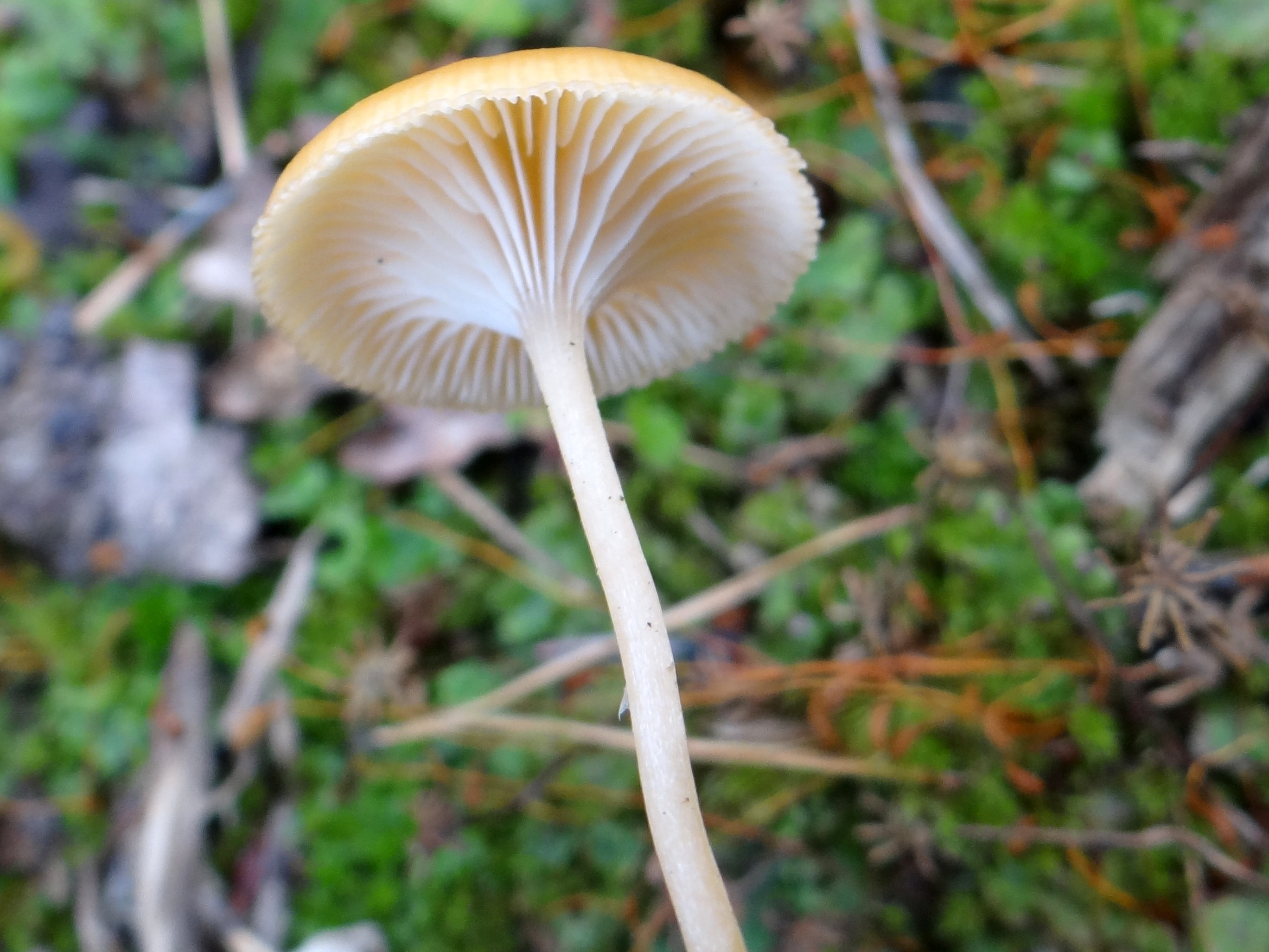

Spinka miodowa (Rickenella mellea (Singer & Clémençon) Lamoure) – gatunek grzybów należący do rodziny Rickenellaceae.

## Systematyka i nazewnictwo
Pozycja w klasyfikacji: Rickenella, Rickenellaceae, Hymenochaetales, Agaricomycetidae, Agaricomycetes, Agaricomycotina, Basidiomycota, Fungi.
Po raz pierwszy opisali go w 1971 r. Rolf Singer i Heinz Clémençon, nadając mu nazwę Gerronema melleum. Obecną, uznaną przez Index Fungorum nazwę nadał mu Denise Lamoure w 1979 r.
Polską nazwę zaproponował w 2003 r. Władysław Wojewoda.

## Morfologia
Kapelusz
Średnica do 1 cm, początkowo dzwonkowaty, potem coraz bardziej wklęsły, pępkowaty. Brzeg dużo jaśniejszy, żłobkowany. Powierzchnia młodych owocników o barwie płowo-miodowej, zwłaszcza na środku kapelusza.
Trzon
Wysokość do 2 cm, cienki, długi, zwykle nieco powyginany, o tej samej barwie co kapelusz.
Blaszki
Rzadkie i zbiegające na trzon, z krótkimi międzyblaszkami, jaśniejsze od kapelusza, białawe, przy brzegu pofałdowane.
Miąższ
Cienki, błoniasty, bez wyraźnego zapachu i smaku.
Wysyp zarodników
Biały.
Gatunki podobne
Bardzo podobna jest spinka pomarańczowa (Rickenella fibula). Odróżnia się ciemniejszym, pomarańczowym kapeluszem.

## Występowanie i siedlisko
Spinka miodowa występuje w Ameryce Północnej (USA, Kanada), Europie, Azji i na Nowej Zelandii. Najwięcej stanowisk podano w Europie. W Polsce W. Wojewoda w 2003 r. przytoczył tylko jedno stanowisko w Babiogórskim Parku Narodowym, podane przez Annę Bujakiewicz w 1969 r. Według W. Wojewody rozprzestrzenienie tego gatunku w Polsce i stopień jego zagrożenia nie są znane.
Naziemny grzyb saprotroficzny. Występuje w górach, wśród mchów.